# Franz Georg Strafella
Franz Georg Strafella (* 3. März 1891 in Pettau; † 26. Februar 1968 in Graz) war ein österreichischer Unternehmer, Politiker und Direktor der Bundesbahnen.

## Ausbildung und Jugend
Franz Georg Strafella stammte aus einer alteingesessenen politisch aktiven Juristenfamilie des steirischen Unterlands. Sein Großvater war Rechtsanwalt und Bürgermeister von Pettau. Franz Georg Strafella wurde 1891 als Sohn von Franz Strafella (1857–1928) geboren. Nach dem Besuch des Gymnasiums in Pettau studierte er Jus an der Universität Graz und promovierte 1914 zum Dr. iur. Im Ersten Weltkrieg diente er als Artillerieoffizier.

## Karriere
Nach dem Krieg absolvierte Strafella die Gerichtspraxis und eine Advokaturpraxis. Anschließend wurde er in der Wirtschaft tätig: Neben der Bewirtschaftung des elterlichen Gutes war an der Verwaltung mehrerer Privatbahnen beteiligt. Von 1923 bis 1930 war er Verwaltungsrat bzw. Generaldirektor der Grazer Tramwaygesellschaft, Vizepräsident der Mühlkreisbahn-Gesellschaft , Vizepräsident des Verbands der Lokal- und Privatbahnen, des Arbeitgeberverbands der Privatbahnen und Autobusunternehmungen, Ausschussmitglied des Hauptverbands der Industrie und Vizepräsident des Landesverbands für Fremdenverkehr in Steiermark. Daneben betätigte er sich auch schriftstellerisch.
Bei einem Streik der Grazer Straßenbahner von 30. September bis 13. Oktober 1928 griff Strafella mit harter Hand durch, wodurch er sich einen Namen als Antimarxist machte und für die Sozialdemokraten zu einem ausgesprochenen Feindbild wurde. Er setzte Streikbrecher der christlich-sozialen Soldatengewerkschaft Wehrbund ein, etwa 150 freigewerkschaftlich organisierte streikende Straßenbahner wurden entlassen und nicht wieder eingestellt.
Bei der Grazer Gemeinderatswahl vom 21. April 1929 wurde er als Kandidat der Christlichsozialen Partei (CS) in den Grazer Gemeinderat gewählt und leitete dort das Gewerbereferat. Er war Obmann des Gemeinderatsklubs der Christlichsozialen in Graz und wurde am 24. Oktober 1929 zum Grazer Vizebürgermeister gewählt.
Strafella war Exponent der Heimwehr und hatte gute Beziehungen zum steirischen Landeshauptmann Anton Rintelen und zum Heeresminister Carl Vaugoin (beide CS).

### Die „Affäre Strafella“
Im Frühjahr 1930 forderte Carl Vaugoin (damals Vizekanzler der Bundesregierung Schober) die Ernennung Strafellas zum Generaldirektor der Bundesbahnen. Er sollte in dem von Sozialdemokraten dominierten Staatsbetrieb mit starker Hand durchgreifen. Seine Bestellung wurde jedoch hinausgeschoben und er wurde im Juli 1930 vorerst nur in die Verwaltungskommission der Bundesbahnen berufen, nachdem die sozialdemokratische Arbeiter-Zeitung Strafella unter anderem beschuldigte, in dubiose Geldgeschäfte verwickelt zu sein. Vor allem wurde ihm vorgeworfen, in der Inflationszeit durch Immobilienspekulationen ein erhebliches Vermögen angehäuft zu haben. Zudem wies die Zeitung auf eine mögliche Unvereinbarkeit hin: Strafella könne nicht die Führung der staatlichen Bahn übernehmen, da er gleichzeitig Anteilseigner mehrerer privater Bahngesellschaften, somit also direkter Konkurrenten der ÖBB, sei. Er verklagte deren verantwortlichen Redakteur Oscar Pollak wegen Ehrenbeleidigung. Beim Gerichtsverfahren vom 17. bis 19. September 1930 wurde die Arbeiter-Zeitung zwar in mehreren Punkten verurteilt, das Gericht sah allerdings die Vorwürfe der „Unkorrektheit“ und „Unsauberkeit“ für erwiesen an und gab der Zeitung in diesem Punkt Recht. Strafella legte Berufung ein und Vaugoin forderte erneut seine Berufung zum Generaldirektor. Aufgrund des Urteils lehnte jedoch Bundeskanzler Johann Schober die Ernennung ab. Daraufhin trat Vaugoin vom Amt des Vizekanzlers zurück und bewirkte damit am 25. September den Rücktritt der gesamten Bundesregierung.
Bundespräsident Wilhelm Miklas beauftragte nun Carl Vaugoin als Parteiobmann der stärksten Parlamentsfraktion mit der Regierungsbildung. In der neuen Bundesregierung Vaugoin wurde Strafella am 2. Oktober 1930 vom neu bestellten Präsidenten der Verwaltungskommission der Bundesbahnen Engelbert Dollfuß zu ihrem Generaldirektor bestellt. Infolge seiner Ernennung zum Bundesbahnen-Generaldirektor demissionierte er im November 1930 als Grazer Vizebürgermeister.
Es kam zu weiteren Skandalen wegen der Begünstigung von Freunden, etwa durch die Einrichtung des „Studienbüros für personalwirtschaftliche Maßnahmen“ bei den Bundesbahnen (Leitung Iring Grailer), wegen überhöhter Pensionsbezüge etc.
Am 5. Mai 1931 wurde im Nationalrat ein Antrag Otto Bauers angenommen, in dem die Regierung aufgefordert wurde, alle Dienstverträge von kürzlich mit der Leitung der Bundesbahnen betrauten Personen vorzulegen. Am 20. Mai 1931 bestätigte ein Berufungsgericht das erstinstanzliche Urteil im Prozess zwischen Strafella und der Arbeiter-Zeitung. Im Hauptausschuss kam es am 3. Juni 1931 zu einem Eklat: Die Koalitionspartner Landbund und Großdeutsche Volkspartei unterstützten einen sozialdemokratischen Antrag, Strafella als Generaldirektor der Bundesbahnen abzuberufen. Am 5. Juli beschloss der Ministerrat, Strafella des Amtes zu entheben. Auch die CS unterstützen dies, da sie befürchteten andernfalls im Nationalrat einem Misstrauensvotum ausgesetzt zu werden, dem womöglich die Koalitionspartner auch zustimmen könnten. Am 6. Juni 1931 wurde Strafella seines Amtes als Generaldirektor der Bundesbahnen enthoben.

### Weitere Karriere bis zum „Anschluss“
Nach seiner Absetzung betätigte sich Strafelle verstärkt in der Fremdenverkehrswerbung. Er wurde Präsident des Landesverbands für Fremdenverkehr in Steiermark. Am 20. Oktober 1932 wurde er Vorsitzender des Verkehrsbundes der österreichischen Alpenländer. Am 30. Oktober 1933 wurde er zum Präsidenten des Österreichischen Verkehrsbüros bestellt, am 29. Dezember 1933 zum Präsidenten des Österreichischen Handelsmuseums, das unter seiner Führung im Sommer 1934 in das Österreichische Exportförderungsinstitut umgewandelt wurde. Am 2. März 1934 wurde er Präsident der österreichischen Verkehrswerbung – Werbedienst des Bundesministeriums für Handel und Verkehr. Im selben Jahr wurde er auch Präsident im Hauptverband der Verkehrsunternehmungen Österreichs. Im Frühjahr 1935 erhielt er das Komturkreuz mit dem Stern des österreichischen Verdienstordens.
Im austrofaschistischen Ständestaat war Strafella von 1. November 1934 bis zum 2. Mai 1936 Mitglied des Bundeswirtschaftsrates, von dem er als Vertreter der berufsständischen Hauptgruppe Handel und Verkehr am 28. November 1934 in den Bundestag gewählt wurde.
Nachdem im Zuge des Zusammenbruchs der Lebensversicherungsgesellschaft „Phönix“ der Verkauf von Lokalbahnaktien an die Versicherungsgesellschaft zum fünffachen ihres Kurswertes zu Tage gekommen war, wurde Strafella mit Entscheidung des Bundespräsidenten am 2. Mai 1936 aus dem Bundeswirtschaftsrat abberufen und verlor am 6. Mai 1936 sein Bundestagsmandat. Auch aus dem Verkehrsbund musste er ausscheiden.

### Haft während der Herrschaft des Nationalsozialismus
Nach dem „Anschluss“ Österreichs an das Deutsche Reich wurde Strafella all seiner politischen Funktionen enthoben. Am 13. Juli 1939 wurde er wegen Veruntreuung, Untreue und Betrug im Zusammenhang mit dem Verkauf der Lokalbahnaktien an die Phönix-Versicherung zu fünf Jahren schweren Kerkers verurteilt. Das Urteil wurde später vom Reichsgericht Leipzig auf vier Jahre herabgesetzt.

### Karriere in der Zweiten Republik Österreich
Nach 1945 wurde Strafella in Graz wegen Schieberei erneut verurteilt. Nach 1946 wurde er öffentlicher Verwalter der Ziegelwerke Kobald bei Voitsberg, obwohl es dagegen Proteststimmen gab. 1959–1968 war er Aufsichtsrat der Alpine Montan AG, 1960–1968 Aufsichtsrat der Austria Tabak AG.

## Werke
- Der sozial Primitive. Die Hilfsmittel des Verbrechers und das Primitive an ihm. F. C. W. Vogel, Leipzig 1917.
- Das Goldfinanzgesetz und die Bahnen. Graz 1925.
- Österreich und der Fremdenverkehr. Unsere Straßen und die Arbeitslosen. Graz 1925.

## Kulturelle Rezeption
Nach seiner Bestellung zum Generaldirektor der Bundesbahnen griff das Wiener Kabarett die Affäre um die Bundesbahnen als Thema auf. Eines der populärsten Kabarett-Lieder wurde das „Strafella-Lied“, gesungen nach der Melodie von Robert Katschers „Wenn die Elisabeth nicht so schöne Beine hätt“:
Wenn der Strafella net

uns die Bundesbahnen rett’,

beendet den Skandal

mit dem roten Personal,

dann verliert der Hahnenschwanz

auf der Bahn die Federn ganz

und die Sieger san

die Marxisten auf der Bahn.

Ihn muss man anerkennen,

ernennen, ernennen.

Denn er hat die starke Hand

für unser Vaterland.

## Belege
1. 1 2 3  Generaldirektor Dr. Franz Strafella. In: Wiener Zeitung, 4. Oktober 1930, S. 6 (online bei ANNO).
2. ↑  Bharat-Johannes Kulamarva: Die Österreichischen Bundesbahnen und die austrofaschistische Machtergreifung. Wien 2013, S. 45–49 (online auf der Website der Universitätsbibliothek Wien – Diplomarbeit).
3. ↑  150 Opfer des Grazer Straßenbahnerstreiks. In: Reichspost, 16. Oktober 1928, S. 7 (online bei ANNO).
4. ↑  Der neue Grazer Vizebürgermeister. In: Arbeiter-Zeitung, 25. Oktober 1929, S. 1 (online bei ANNO).
5. ↑  Lothar Höbelt: Die Heimwehren und die österreichische Politik 1927–1936. Vom „Kettenhund“ zum „Austro-Fascismus“. Aresverlag, Graz 2016, ISBN 978-3-902732-66-8, S. 144 ff.
6. ↑  Strafella gerichtet! Die Arbeiter-Zeitung in den entscheidenden Punkten freigesprochen. Der Wahrheitsbeweis für Inkorrektheit, Unsauberkeit und politische Protektion erbracht. In: Arbeiter-Zeitung, 20. September 1930, S. 1–4 (online bei ANNO).
7. ↑  Klaus Berchtold: Verfassungsgeschichte der Republik Österreich. Band 1: 1918–1933. Springer, Wien / New York 1998, ISBN 3-211-83188-6, S. 580–584.
8. ↑  Hugo Portisch: Österreich I: Die unterschätzte Republik. Kremayr & Scheriau, Wien 1989, ISBN 978-3-218-00485-5, S. 377 f.
9. ↑  Der neue Vorstand der Bundesbahnen. In: Wiener Zeitung, 4. Oktober 1930, S. 6 (online bei ANNO).
10. ↑  Klaus Berchtold: Verfassungsgeschichte der Republik Österreich. Band 1: 1918–1933. Springer, Wien / New York 1998, ISBN 3-211-83188-6, S. 611.
11. ↑  Zielbewußte Maßnahmen zur Exportförderung. In: Salzburger Volksblatt, 28. Juni 1934, S. 2 (online bei ANNO).
12. ↑  Hohe Auszeichnung für Präsident Strafella. In: Der Wiener Tag, 23. Februar 1935, S. 4 (online bei ANNO).
13. ↑  Jürgen Doll: Theater im Roten Wien: Vom sozialdemokratischen Agitprop zum dialektischen Theater Jura Soyfers (= Klaus Amann, Friedbert Aspetsberger, Claudio Magris [Hrsg.]: Literatur in der Geschichte – Geschichte in der Literatur. Band 43). Böhlau, Wien 1997, ISBN 978-3-205-98726-0, S. 128 f. (eingeschränkte Vorschau in der Google-Buchsuche).

| Personendaten    | Personendaten                                                         |
| ---------------- | --------------------------------------------------------------------- |
| NAME             | Strafella, Franz Georg                                                |
| KURZBESCHREIBUNG | österreichischer Unternehmer, Politiker und Direktor der Bundesbahnen |
| GEBURTSDATUM     | 3. März 1891                                                          |
| GEBURTSORT       | Pettau, Österreich-Ungarn                                             |
| STERBEDATUM      | 26. Februar 1968                                                      |
| STERBEORT        | Graz, Österreich                                                      |